# Used and Abused: In Live We Trust
Used and Abused: In Live We Trust – płyta DVD szwedzkiej melodic death metalowej grupy In Flames wydana w roku 2005.

## Płyta DVD 1

### Na żywo ze Sticky Fingers – 7 września 2004 (90 minut)
1. "F(r)iend"
2. "The Quiet Place"
3. "Dead Alone"
4. "Touch Of Red"
5. "Like You Better Dead"
6. "My Sweet Shadow"
7. "Evil In A Closet"
8. "In Search For I"
9. "Borders And Shading"
10. "Superhero Of The Computer Rage"
11. "Dial 595 – Escape"
12. "Bottled"
13. "Behind Space"
14. "Artifacts Of The Black Rain"
15. "Moonshield"
16. "Food For The Gods"
17. "Jotun"
18. "Embody The Invisible"
19. "Colony"
20. "Pinball Map"
21. "Only For The Weak"
22. "Trigger"
23. "Cloud Connected"

### Na żywo z Hammersmith, Londyn – 27 grudnia 2004 (40 minut)
1. "Pinball Map"
2. "System"
3. "Cloud Connected"
4. "In Search For I"
5. "Fucking Hostile" (Cover piosenki zespołu Pantera)
6. "Behind Space"
7. "The Quiet Place"
8. "Trigger"
9. "Touch of Red"
10. "My Sweet Shadow"

### Soundtrack Tour 2004 – Live
1. "Only For The Weak"
2. "Clayman"

### Ukryty Bonus Wideo
1. "Episode 666" (Na żywo ze Sticky Fingers): Aby obejrzeć ten film należy przeskoczyć do następnego rozdziału podczas oglądania "Clayman" z "Soundtrack Tour 2004". Ewentualnie należy przeskoczyć do Tytułu 4, Rozdział 1.

## Płyta DVD 2

### Na żywo z Madrytu
1. "System"

### Na żywo z Australii/Japonii
1. "Dial 595 – Escape"

### Soundcheck in London
1. "Dial 595 – Escape"

1. "Touch of Red"

### Promocyjne wideo
1. "F(r)iend"
2. "My Sweet Shadow"
3. "Touch of Red"
4. "The Quiet Place"

### Jester TV – Universal Access (50 minut)
- Na temat IN FLAMES
- Wywiad z członkami zespołu
- O występie Metalliki w Madrycie
- Teledysk "The Quiet Place" "od kuchni"
- Teledysk "Touch of Red" "od kuchni"
- Inne filmy: "F(r)iend", "Evil In A Closet"
- Wideo na temat startu "Soundtrack" tour 2004
- Letni festiwal
- "Like You Better Dead" na Metaltown
- Wszystko o Japanese Tour
- Wszystko o Australian Tour
- L.A. – Roxy
- O koncercie Hammersmith
- O Judas Priest Tour
- 666 na Scandinavium
- Backstage tour
- O koncercie Sticky Fingers

### Ukryte Bonus Wideo
1. "Borders And Shading": Aby obejrzeć ten występ, należy przeskoczyć do następnego rozdziały podczas odtwarzania "Dial 595 – Escape" z "Videos: Live in Australia/Japan". Ewentualnie można przejść do Tytułu 8, Rozdział 1.

### Nieużyte nagrania z koncertów
Podczas występu w Hammersmith In Flames wykonuje także utwory: "Clayman," "Only For The Weak," i "Episode 666", transmisja nie została nagrana na tej płycie DVD.